# Пайгу
Пайгу (литавры) — ударный музыкальный инструмент, получивший развитие в середине прошлого столетия на основе ряда популярных в народе ударных музыкальных инструментов.
Пайгу состоят из 5-6 литавр разной величины и высоты звука. Литавры фиксируются на особой железной подставке. С двух сторон извлекаются разные звуки, кроме того, на обеих сторонах литавр имеются устройства для настройки звука. Диапазон звуков может достигать четырёх-пяти октав. Благодаря разной высоте звука, разнообразности тембра пайгу способен создавать яркие звуковые эффекты. Пайгу идеален для исполнения живых композиций, используется как инструмент для ансамбля и входит в состав ударных оркестров.

|group5 = 
|list5 =
- [[[null]]]

}}